# MiNET
MiNET to jeden z protokołów komunikacyjnych stosowanych w technologii VoIP (Voice over Internet Protocol), który umożliwia przesyłanie głosu przez sieci IP. Jest on jednym z wielu protokołów VoIP, obok bardziej znanych jak SIP (Session Initiation Protocol) czy H.323.

Protokół Minet został opracowany przez kanadyjską firmę Mitel w latach 80. do przesyłania sygnału TDM dla telefonów cyfrowych. Protokół został przeniesiony do ich telefonów IP, pozwolił firmie Mitel na integrację nowszych telefonów IP z systemami PBX do sterowania połączeniami. 
Protokół MiNET został opracowany w taki sposób, że za zarządzanie połączeniami telefonicznymi zawsze odpowiada serwer. Ta funkcjonalność sprawia, że jest to rozwiązanie do łatwego utrzymania i aktualizowania. Użytkownik po prostu naciska klawisz na swoim telefonie, a serwer otrzymuje informację, który klawisz został naciśnięty, a następnie serwer na podstawie oprogramowania i konfiguracji decyduje o odpowiednich działaniach. Minet jest protokołem „stimulus-response”. Protokoły „stimulus-response” minimalizują oprogramowanie telefonu i nie konfigurują telefonu jako równorzędnego z serwerem.

## przypisy
1. ↑  Lightcast [online], Lightcast [dostęp 2025-01-17] (ang.).
2. ↑  What is Dual Mode for Mitel IP Phones? [online] [dostęp 2025-01-17] (ang.).
3. ↑  SIP or Minet Protocol for Hosted PBX Applications? – UniVoIP [online], www.univoip.com, 9 marca 2018 [dostęp 2025-01-17] (ang.).